# Kozia Hala
Kozia Hala (od 700 do 770 m n.p.m.) – polana w Sudetach Środkowych w Górach Orlickich.

## Historia i położenie
Obszerna górska łąka położona na południe od przełęczy Polskie Wrota przy drodze wojewódzkiej nr 389 (Droga Orlicka), obecnie stanowi część Dusznik-Zdroju. Hala największą popularność zyskała na początkach XIX wieku dzięki kozodojom – były to zabudowania gospodarstw mlecznych (mleczarnie), w których trzymano krowy, kozy i owce dla produkcji przetworów mlecznych, wykorzystywanych w celach leczniczych przez uzdrowisko w Dusznikach. Od 1800 roku w uzdrowisku dusznickim wprowadzono kurację mleczną i żętycową, która w niedługim czasie stała się specjalnością Dusznik. Kuracjuszom podawano mineralną wodę zdrojową z dodatkiem przetworów mlecznych.
Po zaprzestaniu mlecznej kuracji w jednym z obiektów kozodojów na Koziej Hali urządzono popularną gospodę. Po wojnie budynek gospody przeznaczono na schronisko turystyczne. Było to jedno z pierwszych schronisk w Sudetach. Obecnie w miejscu tym mieści się ośrodek wczasowy (D.W. „Korund”).
Pod koniec XVIII wieku w rejonie hali wydobywano rudy kobaltu, był tu również wapiennik do wypalania wapna oraz kamieniołom wapienia (wyrobisko znajduje się po zachodniej stronie Drogi Orlickiej, na wysokości ośrodka „Jodła”). W kamieniołomie odkryto jaskinię krasową z bogatą szatą naciekową, która jednak została zniszczona w trakcie dalszej eksploatacji kamieniołomu. Na początku XIX wieku prowadzono tu roboty poszukiwawcze rudy żelaza.
Hala stanowi atrakcją turystyczną i popularne miejsce spacerów kuracjuszy z Dusznik-Zdroju. Przy Drodze Orlickiej, powyżej Koziej Hali jest możliwość przejścia do Czech (Olešnice v Orlických horách).

## Turystyka
Przez Kozią Halę przechodzą szlaki turystyczne:
- – Główny Szlak Sudecki im. M. Orłowicza (fragment z Dusznik-Zdroju do Zieleńca),
- – z Zielonych Ludowych do Olešnic v Orlických horách,
- – z Jawornicy do Olešnic v Orlických horách.
- liczne ścieżki odchodzące od drogi krajowej nr 8, która przechodzi przez Duszniki-Zdrój[1].